# Burg Useldingen
Burg Useldingen ist die Ruine einer mittelalterlichen Höhenburg auf einem Hügel oberhalb der Attert im Stadtzentrum der luxemburgischen Gemeinde Useldingen.

## Geschichte
Der Bau der Burg Useldingen steht im Zusammenhang mit der Herrschaft von Useldingen, die um 1100 durch Erbteilung entstand. Nach dem Aussterben der Herren von Useldingen wurde 1415 Jean de Rodemacher durch Heirat mit Irmgard de Boulay Besitzer der Burg.
1479 konfiszierte König Maximilian I. das Anwesen und gab es in die Obhut von Markgraf Christoph I. von Baden. In den Burgunderkriegen wurden Burg und Kapelle schwer beschädigt. 1674 erbte Wilhelm von Nassau-Vianden die Burg und verkaufte sie an Franz-Sebastian Bauer aus Everlingen. Die Anlage verfiel weiter, schließlich wurde 1903 die Burgkapelle abgetragen.
1924 erwarb die aus Useldingen stammende und in die Vereinigten Staaten ausgewanderte Francis Kuhn-Wolff die Ruine. Nach Sicherung der Mauern und des Bergfrieds errichtete die Familie über den Ruinen 1934 eine moderne Villa, die heute als Rathaus genutzt wird.